# 핀란드 국영비행기공장
국영비행기공장(핀란드어: Valtion lentokonetehdas; VL 발티온 렌토코네테흐다스; 베앨[*])은 핀란드의 항공기 제조회사다. 1921년 설립된 공군비행기공장(Ilmailuvoimien lentokonetehdas; IVL)이 1928년 2월 23일 방위부 직속으로 확대재편되어 설립되었다.
제2차 세계대전 종전 이후 국영금속공장(발메트) 자회사 부문으로 통합되었다.

## 제작 항공기
공군비행기공장 시절
1. IVL A.22 한자
2. IVL C.24
3. IVL C.VI.25
4. 코드롱 C.60
5. IVL D.26 하욱카 - 수리매
6. IVL K.1 쿠르키 - 두루미

국영비행기공장 시절
1. NVI F.K.31
2. VL D.27 하욱카2
3. VL 새스키 - 모기
4. VL 코트카 - 수리
5. VL 파르마 - 쇠파리
6. VL 투이스쿠 - 눈보라
7. VL 비마 - 삭풍
8. VL 퓌뤼 - 블리자드
9. VL 뮈르스퀴 - 폭풍
10. VL 후무 - 선풍
11. VL 퓌외레뮈르스퀴 - 태풍